# Walid Mesloub
Walid Mesloub (Trappes, 4 de setembro de 1985) é um futebolista profissional francês que atua como meia.

## Carreira
Walid Mesloub começou a carreira no Levallois SC.